# Xochititla, San Luis Potosí
Xochititla är en ort i Mexiko.   Den ligger i kommunen Matlapa och delstaten San Luis Potosí, i den sydöstra delen av landet, 210 km norr om huvudstaden Mexico City. Xochititla ligger 156 meter över havet och antalet invånare är 571.
Terrängen runt Xochititla är huvudsakligen kuperad, men åt sydväst är den bergig. Runt Xochititla är det ganska tätbefolkat, med 67 invånare per kvadratkilometer. Närmaste större samhälle är Tamazunchale, 6,2 km söder om Xochititla. I omgivningarna runt Xochititla växer huvudsakligen savannskog.